# 奧利扎爾卡
50°21′12″N 28°9′46″E / 50.35333°N 28.16278°E
奧利扎爾卡（烏克蘭語：Олізарка）是烏克蘭北部的村莊，隸屬日托米爾州的日托米爾區。該村面積0.77平方公里，海拔高度226米，2001年人口177，人口密度每平方公里230.77人。